# Gajewniki-Kolonia
Gajewniki-Kolonia [ɡajevˈɲikʲi kɔˈlɔɲʲa] est un village polonais de la gmina de Zduńska Wola dans le powiat de Zduńska Wola et dans la voïvodie de Łódź. Il se situe à environ 4 kilomètres à l'est de Zduńska Wola et à 38 kilomètres au sud-ouest de Łódź.
Le village compte approximativement 130 habitants.